# 塞莱斯塔站
塞莱斯塔站，是法国的一个铁路车站，位于法国东北部城市塞莱斯塔。

## 位置
塞莱斯塔站位于塞莱斯塔市区中部偏西，老城区西部。车站大致呈南北走向，开口朝东。
塞莱斯塔站也是一个区域性的铁路枢纽，斯特拉斯堡－圣路易铁路和塞莱斯塔－萨韦尔讷铁路在此交汇。

## 设施

### 售票
塞莱斯塔站设有人工售票窗口，其开放时间如下：
- 周一至五：7:00~19:00
- 周六：8:45~17:00
- 周日：11:30~18:45

此外，塞莱斯塔站还设有多台自动售票机。

### 候车
塞莱斯塔站设有无障碍设施和一个小型候车室。站内设有地下通道可连接各个站台。

## 事故
2016年9月2日下午6点左右，一台BB 25500型电力机车在塞莱斯塔站内因电路故障而起火燃烧，造成途径这一线的列车大面积晚点，所幸未造成人员伤亡。

## 停靠线路
以下列车线路在塞莱斯塔站停靠：
| 塞莱斯塔站列车线路表     |      |                          |          |                                                               |
| 线路                     | 车种 | 上一站                   | 下一站   | 大致运行频率                                                  |
| 巴黎—科尔马              | TGV  | 斯特拉斯堡               | 科尔马   | 每天2趟左右                                                   |
| 斯特拉斯堡—米卢斯/巴塞尔 | TER  | 斯特拉斯堡               | 科尔马   | - 周一至五：每天27趟 - 周六：每天9趟 - 周日及节假日：每天14趟 |
| 斯特拉斯堡—科尔马/米卢斯 | TER  | 本费尔德                 | 科尔马   | - 周一至五：每天5趟 - 周六：每天9趟 - 周日及节假日：每天6趟   |
| 斯特拉斯堡—塞莱斯塔      | TER  | 本费尔德/埃伯赛姆        | （终点） | - 周一至五：每天25趟 - 周六：每天6趟 - 周日及节假日：每天4趟  |
| 斯特拉斯堡—塞莱斯塔      | TER  | 巴尔/当巴克城/谢尔维莱尔 | （终点） | - 周一至五：每天10趟 - 周六：每天7趟 - 周日及节假日：每天6趟  |
| 1.                       |      |                          |          |                                                               |

## 配套交通

### 长途客车
| 停靠塞莱斯塔站的大巴车 |                            | |
| 上下车地点             | 运营单位                   | 线路及沿途主要站点 |
| 塞莱斯塔站门口         | 下莱茵省城际客运 Réseau 67 | - 510线：维莱谷、唐维莱、维莱 - 520线：马科尔赛姆 - 530线：伊尔瑟奈姆、维蒂赛姆、孙杜斯 |
| 塞莱斯塔站门口         | SNCF Car TER               | - 07线：当巴克城、埃普菲格、巴尔 - 20线：沙特努瓦、列夫尔、圣克鲁瓦欧米讷、圣玛丽欧米讷 - 21线：圣克鲁瓦欧米讷、圣玛丽欧米讷、圣玛格丽特、孚日圣迪耶 - 23线：金蔡姆、圣伊波利特、里博维莱 - 当某条铁路线施工或罢工时，SNCF可能也会提供途径该线路沿途站点的大巴车 |
| 1. 2. 3.               |                            | |

### 市内交通
| 塞莱斯塔站附近的市内公共交通线路 |                | |
| 公交车站名称                     | 位置           | 停靠线路 |
| Gare 塞莱斯塔-火车站             | 塞莱斯塔站门口 | - A线：沙特努瓦-勒巴德布隆 ↔ 埃伯赛姆-公墓 - B线：谢尔维莱尔-火车站 ↔ 米特索尔茨-伊尔瑟奈姆 - TAD 2线：塞莱斯塔-火车站 ↔ 巴尔德奈姆-塞莱斯塔路 |
| 1. 2. 3.                         |                | |

### 社会车辆
塞莱斯塔站门口设有社会车辆停车场。

## 临近车站
| 塞莱斯塔站（Gare de Sélestat） |                        |              |
| 上行车站                       | 线路                   | 下行车站     |
| 埃伯赛姆站                     | 斯特拉斯堡－圣路易铁路 | 科尔马站     |
| （起点）                       | 塞莱斯塔－萨韦尔讷铁路 | 谢尔维莱尔站 |
| - 本表仅显示运营中的线路及车站 |                        |              |